# Nether Lands (single)
Nether Lands was een single van de Amerikaanse singer-songwriter Dan Fogelberg. Het is afkomstig van het gelijknamige studioalbum van de man.
De single werd waarschijnlijk alleen in Nederland uitgegeven en werd hier een klein succesje, doch belandde niet in de Top 40. Het kwam tot 2014 wel bijna jaarlijks voor in de Top 2000. Een demoversie vermeldt als datum 9 september 1977 en dat strookt met de uitgiftedatum van het album.
De hoezen van single en elpee zijn gelijk, behalve de opdruk van de B-kant Loose Ends linksonder en natuurlijk het weglaten van het cd-logo.

## Titel

### Nether Lands
De titel Nether Lands heeft alleen zijdelings met Nederland te maken. Het lied is geschreven in het huis van Fogelberg destijds circa 2700 meter voet boven zeeniveau. Hij had zicht op de Continental Divide en onder hem lag een uitgestrekte (relatief) lage vlakte (Nether Lands). Om opnamen te maken voor het album, moest Fogelberg naar de Caribou Ranch in het dorpje Nederland, naar het Amerikaans toe vertaald leverde dat Netherlands op.

### Loose Ends
De B-kant Loose Ends is het eerste liedje dat gereed kwam voor het album. Fogelberg kwam uit een schrijversblok.

## Musici
- Dan Fogelberg – piano, zang

Orkestratie Dominic Frontiere en Fogelberg; orkest onder leiding van Frontiere

## NPO Radio 2 Top 2000
| Nummer met noteringen in de NPO Radio 2 Top 2000 | '00 | '01 | '02 | '03 | '04  | '05  | '06  | '07  | '08  | '09  | '10  | '11  | '12  | '13  | '14  |
| ------------------------------------------------ | --- | --- | --- | --- | ---- | ---- | ---- | ---- | ---- | ---- | ---- | ---- | ---- | ---- | ---- |
| Nether Lands                                     | 755 | 595 | 995 | 878 | 1083 | 1060 | 1321 | 1251 | 1128 | 1137 | 1292 | 1569 | 1406 | 1694 | 1602 |

1. ↑  Een vetgedrukt getal geeft de hoogste notering aan.
2. ↑  2000 was het eerste jaar met een notering voor dit nummer.
3. ↑  Deze tabel is bijgewerkt tot en met de laatste editie (2024).